# Севастопол
 Тази статия е за града в Крим.  За града в Съединените американски щати вижте Себастопол.  
Севастопол (на украински и руски: Севастополь, на кримскотатарски: Aqyar, Акъяр) е черноморски град в южна Украйна, на югозападното крайбрежие на Кримския полуостров.
Основан е през 1783 г. от руската императрица Екатерина Втора около останките от древния гръцки град-колония Херсонес.
В началото на Руско-украинската война през 2014 година градът е окупиран заедно с целия Кримски полуостров от Руската федерация, която го анексира и обявява за град от федерално значение в състава на Южния федерален окръг.
Украйна, както и по-голямата част от държавите членки на ООН, не признава проведения в града в условията на руска военна окупация референдум за отделяне от страната и последвалото присъединявяне към Русия. Според административното деление в Украйна той е град с особен статут, без да е част от Автономна република Крим, заемаща останалата част от полуострова.
На 1 януари 2024 г. населението на Севастопол е 561 374 души и площ от 865 km. В града е разположена военноморска база на Черноморския флот на Русия.
Името на града идва от гръцките думи Σεβαστος (севаст, севастократор) – еквивалент на латинската титла „август“, и πολις (полис) – град, и буквално се превежда като Град на императора.

## Статут
Съветски съюз
При разпадането на Съюза на съветските социалистически републики през декември 1991 г. Севастопол има статут на град с републиканско подчинение в рамките на Украинската ССР на Съветския съюз. В него се намира главната военноморска база на Черноморския флот на СССР.
Украйна
Спорът между Украйна и Русия за наследството на Черноморския флот на СССР непосредствено засяга и неговата главна база в Севастопол. През 1990-те години градът преживява най-бурния период в своята история. Острото руско-украинско противопоставяне е съсредоточено именно там. Като катализатор в тези противопоставяния служи неустановеният държавен статут на града.
През 1991 г. градът е включен в състава на Кримската АССР. През март 1995 г. той е изваден от състава на Кримската автономия и е обявен за град на централно подчинение с особен статут, който официално е узаконен с приетата през юни 1996 г. нова конституция на Украйна. Допълнителните параметри на специалния статут на града трябва да бъдат уточнени с приемането на „Закон за статута на града-герой Севастопол“, който се разглежда от парламента на страната.
Окончателно статутът на Севастопол е установен едва през май 1997 г., когато е подписан Договорът за дружба, сътрудничество и партньорство между Украйна и Русия. Този документ предвижда в частност взаимно признаване на териториалната цялост на страните. Въпреки това статутът на Севастопол в рамките на Украйна остава неопределен.
Севастопол (както и Киев – столицата в Украйна) има специален статут на град с централно подчинение в Украйна. Той (след приемането на закона за столицата Киев) е единственият град в Украйна, чийто кмет не се избира, а се назначава от президента на страната. Заедно с това градският съвет има правото да налага вето на всяко решение на кмета.
Русия
На 2 март 2014 година градът със специален статут Севастопол се обръща към Автономна република Крим с предложение да бъде включен в нейния състав като град с особен статут. На 11 март 2014 година, в хода на по-нататъшното развитие на политическата криза в Украйна, е приета Декларацията за независимост на Автономна република Крим и на град Севастопол. На територията на АР Крим и Севастопол е проведен референдум за статута на (полуостров) Крим на 16 март 2014 година. В съответствие с резултатите от него е провъзгласена Република Крим със статут на суверенна държава на 17 март 2014 г. на територията на Автономна република Крим и града със специален статут Севастопол.
На 18 март 2014 година е подписан Договор за приемане в състава на Руската федерация на независимата суверенна Република Крим. В съответствие със сключения Договор за приемане на Крим са образувани 2 субекта в състава на РФ:
- Република Крим – на територията на Автономна република Крим;
- град от федерално значение Севастопол – на територията на града със специален статут Севастопол.[4]

## Административно-териториално деление
В административно-териториално отношение град Севастопол се дели на 4 муниципални района, които включват 9 муниципални окръга, 1 град (Инкерман) и 1 селище от градски тип.
| Муниципални райони   | Площ (km2) | Население (2018 г.) | Муниципални окръзи | Други градове и сгт в адм. окръзи |
| -------------------- | ---------- | ------------------- | ------------------ | --------------------------------- |
| 1. Балаклавски       | 545        | 49 408              | 3                  | гр. Инкерман                      |
| 2. Гагарински        | 61         | 149 726             | 1                  |                                   |
| 3. Ленински          | 26         | 114 862             | 1                  |                                   |
| 4. Нахимовски        | 233        | 114 757             | 4                  | Куса                              |
| Общо град Севастопол | 865        | 428 753             | 9                  | 1 град и 1 сгт                    |

## Известни личности
Родени в Севастопол
- Анастасия Бабурова (1983 – 2009), журналистка
- Ванко Ганчев (1898 – 1954), български революционер
- Иван Папанин (1894 – 1986), изследовател
- Галина Прозуменшчикова (1948 – 2015), плувкиня

Починали в Севастопол
- Йохан Бларамберг (1800 – 1878), изследовател
- Павел Нахимов (1802 – 1855), адмирал
- Филип Октябърски (1899 – 1969), адмирал
- Александър Редигер (1853 – 1920), генерал
- Михаил Станюкович (1786 – 1869), изследовател